# 요엘 (선지자)

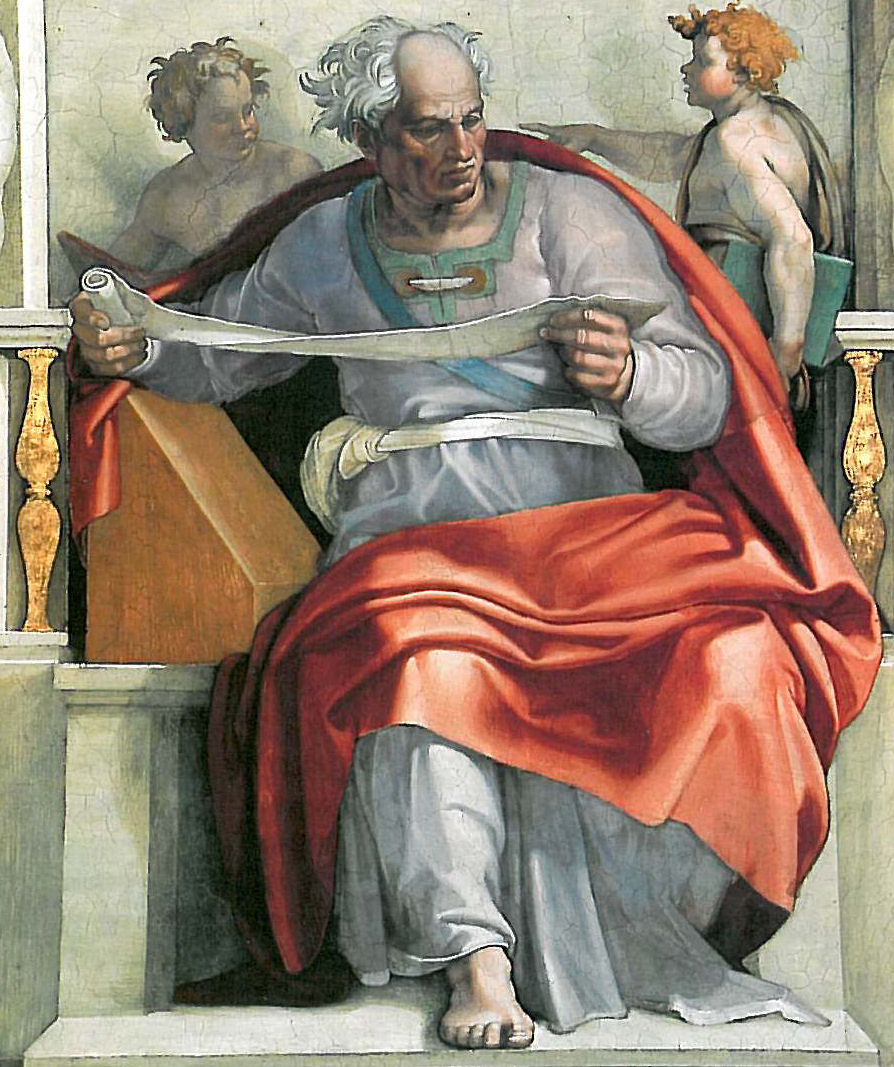

요엘(/ˈdʒoʊəl/; 히브리어: יוֹאֵל – Yōʾēl; 그리스어: Ἰωήλ – Iōḗl; 시리아어: ܝܘܐܝܠ – Yu'il)은 이스라엘의 예언자이자 12명의 소선지자 중 두 번째이자 책 자체에 따르면 요엘서의 저자이다. 그는 히브리어 성경의 서문에서 브두엘의 아들로 단 한 번 이름으로 언급된다(요엘 1:1). 요엘이라는 이름은 하나님의 언약적 이름인 YHWH(야훼)와 엘(신)의 합성어로 "야훼는 하나님이시다" 또는 "야훼가 하나님이신 자", 즉 야훼를 경배하는 자라고 번역되었다.

## 생애
일부 주석가들은 요엘이 기원전 9세기에 살았다고 주장하는 반면, 다른 사람들은 그를 기원전 5세기 또는 4세기로 지정한다. 그의 책의 연대도 비슷하게 논의되고 있다. 제 시간에 그것을 찾는 데 도움이 될 왕에 대한 언급이 없다. 그리스인이 미케네 시대(기원전 1600-1100년경)부터 유다에 접근할 수 있었던 것으로 알려졌기 때문에 이 책의 그리스인에 대한 언급은 학자들이 본문 연대를 측정하는 데 도움을 주지 못했다. 그러나 유다의 고통과 상설 성전에 대한 책의 언급으로 인해 일부 학자들은 이 책의 연대를 제2 성전 건축 이후인 유배 기간 이후로 잡았다. 요엘은 원래 유다/유대 출신이었다. 그리고 그의 예언에서 그 중요성으로 판단할 때 그가 살았던 연대에 따라 솔로몬 또는 두 번째 성전의 의식과 관련된 선지자였을 가능성이 크다.
오랜 전통에 따르면 요엘은 구시 할라브(Gush Halav)에 묻혔다.

## 기독교에서
동방 정교회 전례력에서 그의 축일은 10월 19일이다.
로마 순교에서 예언자는 7월 13일에 기념된다.
그는 7월 31일 아르메니아 사도 교회 성도들의 달력에서 다른 소선지자들과 함께 기념된다.
"내가 내 영을 만민에게 부어 주리니 너희 자녀들이 장래 일을 말할 것이며 너희 늙은이는 꿈을 꾸고 너희 젊은이는 이상을 볼 것이요"라는 요엘의 말은 성 베드로가 오순절 설교에서 사건에 적용되었다. 그날 이후로 다른 종교인들은 이 단어가 그들 시대에 특별한 의미가 있다고 해석했다.
동방 정교회 찬송가에 따르면 고대 찬송가 아나톨리우스는 요엘의 예언을 그리스도의 탄생과 연결시킨다. 요엘서 2장 30절에서 그는 피는 예수 그리스도의 성육신을, 불은 그리스도의 신성을, 연기 기둥은 성령을 가리킨다고 말한다.

## 같이 보기
- 요엘서